# Lobelia alsinoides
Lobelia alsinoides är en klockväxtart som beskrevs av Jean-Baptiste de Lamarck. Lobelia alsinoides ingår i släktet lobelior, och familjen klockväxter. IUCN kategoriserar arten globalt som livskraftig. Inga underarter finns listade i Catalogue of Life.